# يطروفة إهليلجية
يطروفة إهليلجية (الاسم العلمي:Jatropha elliptica) هي نوع من النباتات تتبع جنس اليطروفة من الفصيلة الفربيونية.